# Charivari (film)
Pour les articles homonymes, voir The Life of the Party et Charivari.
Pour plus de détails, voir Fiche technique et Distribution.
Charivari (The Life of the Party) est un film américain réalisé par Roy Del Ruth, sorti en 1930.

## Synopsis
Deux chanteuses décident de se reconvertir en croqueuses de diamant.

## Fiche technique
- Titre français : Charivari
- Titre original : The Life of the Party
- Réalisation : Roy Del Ruth
- Scénario : Darryl F. Zanuck et Arthur Caesar
- Photographie : Frank B. Good et Devereaux Jennings
- Montage : William Holmes
- Société de production : Warner Bros. Pictures
- Pays de production : États-Unis
- Format : Couleurs - 1,37:1
- Genre : Comédie, musical
- Durée : 79 minutes
- Dates de sortie : 
  - États-Unis : 25 octobre 1930
  - France : 2 mars 1938

## Distribution
- Winnie Lightner : Flo
- Irene Delroy : Dorothy « Dot » Stottsbury
- Jack Whiting : Jerry « A. J. » Smith
- Charles Butterworth : Colonel Joy
- Charles Judels : M. LeMaire
- Arthur Hoyt : Le secrétaire de Jerry
- John Davidson : M. Smith

## Accueil
Le film reçoit la note de 2,5/5 sur AllMovie.